# Jenny Navarro
Pour les articles homonymes, voir Navarro (homonymie).
Jenny Navarro est une chanteuse d'origine chilienne.

## Biographie
Après de son diplôme d’assistante sociale au Chili, elle commence ses études de chant. Dès le début, elle chante comme soliste et participe à de nombreux concours internationaux en Espagne, Brésil, Argentine et au Pérou. Elle a remporté en 2004 le premier prix au 7e Concours de Chant Aldo Baldín à Florianópolis, et en 2005, elle est choisie pour participer à deux Galas Lyriques Internationaux à Trujillo et Lima.
Passionnée par le chant, elle vient en France où elle suit un cycle de formation avec la soprano Sylvia Sass.
Actuellement, elle étudie au DEM à l’Ecole Nationale de Musique de Mantes en Yvelines.
Elle chante notamment
- le rôle principal de Santuzza dans Cavallería Rusticana de Mascagni (direction Jeferson Della Rocca, mise en scène Antonio Cunha) ;
- Soprano solo dans le Te Deum de Bizet (direction Léonard Ganvert) ;
- La princesse dans l’Enfant et Les Sortilèges de Ravel (direction et mise en scène Arnaud Cappelli) ;
- le rôle-titre de Didon et Énée de Purcell (direction Jean-Christophe André, mise en scène Nadia Lang).

Elle se produit également comme soliste au sein de l’ensemble lyrique Les Sortilèges, dans le spectacle Meurtres à l’Opéra de la Compagnie In-Sense et dans divers récitals en province et à l'étranger.